# 12755 Balmer
12755 Balmer este un asteroid din centura principală de asteroizi.

## Descriere
12755 Balmer este un asteroid din centura principală de asteroizi. A fost descoperit pe 20 iulie 1993 la Observatorul La Silla de Eric Walter Elst. El prezintă o orbită caracterizată de o semiaxă mare de 2,72 ua, o excentricitate de 0,02 și o înclinație de 4,0° în raport cu ecliptica.